# Valerija Skrinjar Tvrz
Valerija Skrinjar Tvrz, slovenska pisateljica in prevajalka, * 8. november 1928, Zagorje ob Savi, † 16. julij 2023, Ljubljana. 

## Življenje
Rodila se je v rudarski družini v času gospodarske krize. V otroštvu jo je zaznamovala smrt matere. Pri šestnajstih letih se je med vojno pridružila partizanom, najprej z ilegalnim imenom Honorču, pozneje kot Valči. Bila je partizanska učiteljica, nato šifrantka v operativnem štabu Šlandrove in Zidanškove brigade pri komandantu Franti. Tam je doživela pekel bojev na Menini planini in preboj petsto borcev iz obroča 12-tisočglave esesovske divizije Galizien. Po vojni je kot dopisnica Tanjuga potovala po Jugoslaviji, tudi v Novem Sadu, kjer je rodila obe hčerki. Med vojno v Bosni in Hercegovini pa je iz Sarajeva skupaj z možem pribežala v Slovenijo. Do zadnjega je bila aktivna borka proti fašizmu; redno se je udeleževala slovesnosti v spomin na dogodke Narodnoosvobodilne borbe, na katerih je pogosto nastopila kot govornica.

## Delo
Napisala je 12 povesti in romanov za mladino in odrasle, 3 pesniške zbirke, 10 radijskih iger, 10 prevodov del slovenskih avtorjev v srbohrvaščino, med njimi dela Toneta Svetine, Branke Jurca, Vitana Mala, Neže Maurer in drugih. Romaneskna trilogija (»knapovska saga«) Zmajeva kri govori o težkem rudarskem življenju in razvoju rudarstva vse od odprtja rudnika rjavega premoga v Zagorju v 18. stoletju pa do zaprtja rudnika po drugi svetovni vojni.